# Новоруське
Новору́ське — село в Україні, у Шевченківській сільській громаді Миколаївського району Миколаївської області. Населення становить 101 особу. Колишній орган місцевого самоврядування — Котлярівська сільська рада.

## Населення
Згідно з переписом УРСР 1989 року чисельність наявного населення села становила 114 осіб, з яких 55 чоловіків та 59 жінок.
За переписом населення України 2001 року в селі мешкало 98 осіб.

### Мова
Розподіл населення за рідною мовою за даними перепису 2001 року:
| Мова       | Кількість | Відсоток |
| ---------- | --------- | -------- |
| українська | 74        | 73.27%   |
| російська  | 27        | 26.73%   |
| Усього     | 101       | 100%     |